# SNX21
SNX21 (англ. Sorting nexin family member 21) – білок, який кодується однойменним геном, розташованим у людей на короткому плечі 20-ї хромосоми. Довжина поліпептидного ланцюга білка становить 373 амінокислот, а молекулярна маса — 41 365.
| 10         |  | 20         |  | 30         |  | 40         |  | 50         |
| ---------- |  | ---------- |  | ---------- |  | ---------- |  | ---------- |
| MHRGTQEGAM |  | ASRLLHRLRH |  | ALAGDGPGEA |  | AASPEAEQFP |  | ESSELEDDDA |
| EGLSSRLSGT |  | LSFTSAEDDE |  | DDEDEDDEEA |  | GPDQLPLGDG |  | TSGEDAERSP |
| PPDGQWGSQL |  | LARQLQDFWK |  | KSRNTLAPQR |  | LLFEVTSANV |  | VKDPPSKYVL |
| YTLAVIGPGP |  | PDCQPAQISR |  | RYSDFERLHR |  | NLQRQFRGPM |  | AAISFPRKRL |
| RRNFTAETIA |  | RRSRAFEQFL |  | GHLQAVPELR |  | HAPDLQDFFV |  | LPELRRAQSL |
| TCTGLYREAL |  | ALWANAWQLQ |  | AQLGTPSGPD |  | RPLLTLAGLA |  | VCHQELEDPG |
| EARACCEKAL |  | QLLGDKSLHP |  | LLAPFLEAHV |  | RLSWRLGLDK |  | RQSEARLQAL |
| QEAGLTPTPP |  | PSLKELLIKE |  | VLD        |  |            |  |            |

A: Аланін

C: Цистеїн

D: Аспарагінова кислота

E: Глутамінова кислота

F: Фенілаланін

G: Гліцин

H: Гістидин

I: Ізолейцин

K: Лізин

L: Лейцин

M: Метіонін

N: Аспарагін

P: Пролін

Q: Глутамін

R: Аргінін

S: Серин

T: Треонін

V: Валін

W: Триптофан

Задіяний у таких біологічних процесах, як транспорт, транспорт білків, альтернативний сплайсинг. 
Білок має сайт для зв'язування з ліпідами. 
Локалізований у мембрані, цитоплазматичних везикулах, ендосомах.